# Vuelta a Colombia 1987
La 37.ª edición de la Vuelta a Colombia (patrocinada como: Vuelta a Colombia Colmena) tuvo lugar entre el 10 y el 22 de junio de 1987. El cundinamarqués Pablo Emilio Wilches del equipo Manzana Postobón se coronó campeón con un tiempo de 38 h, 22 min y 16 s. 

## Equipos participantes[1]
| Equipo                                               | Categoría   |
| ---------------------------------------------------- | ----------- |
| Aguardiente Galeras-Distrihuila Liconar-Cundinamarca | Aficionado  |
| Aguardiente Líder-Lotería de Boyacá                  | Aficionado  |
| Bogotá-Universidad Central-Vestidos Jorman           | Aficionado  |
| Cadafe-Venezuela                                     | Aficionado  |
| Cafam                                                | Aficionado  |
| Café de Colombia                                     | Profesional |
| Ibadrogas Tolima                                     | Aficionado  |
| Kelme España                                         | Profesional |
| Manzana Postobón                                     | Profesional |
| Pinturas Philaac                                     | Aficionado  |
| Pony Malta                                           | Profesional |
| Postobón Aficionado                                  | Aficionado  |
| Unión Soviética                                      | Aficionado  |

## Etapas
| Etapa      | Fecha       | Recorrido             | Distancia (km) | Ganador                 | Líder                |
| ---------- | ----------- | --------------------- | -------------- | ----------------------- | -------------------- |
| Prólogo    | 10 de junio | Duitama (La Gruta)    | 4,9 (CRI)      | Luis Alberto Herrera    | Luis Alberto Herrera |
| 1.ª etapa  | 11 de junio | Paipa - Tunja         | 42 (CRE)       | Equipo Manzana Postobón | Heriberto Urán       |
| 2.ª etapa  | 12 de junio | Sogamoso - Bogotá     | 220            | Néstor Oswaldo Mora     | Heriberto Urán       |
| 3.ª etapa  | 13 de junio | Vuelta a la Sabana    | 126,4          | Andréi Chmil            | Heriberto Urán       |
| 4.ª etapa  | 14 de junio | Bogotá - Ibagué       | 213,4          | Javier Castellar        | Heriberto Urán       |
| 5.ª etapa  | 15 de junio | Ibagué - Tuluá        | 177,8          | Andrei Teteriouk        | Heriberto Urán       |
| 6.ª etapa  | 16 de junio | Buga - Yumbo          | 48,6 (CRI)     | Rogelio Arango Escobar  | Pablo Emilio Wilches |
| 7.ª etapa  | 17 de junio | Cali - Pereira        | 219            | Alexandre Trubine       | Pablo Emilio Wilches |
| 8.ª etapa  | 18 de junio | Vuelta del Café       | 186            | Alirio Chizabas         | Pablo Emilio Wilches |
| 9.ª etapa  | 19 de junio | Chinchiná - Manizales | 22,1 (CRI)     | Pablo Emilio Wilches    | Pablo Emilio Wilches |
| 10.ª etapa | 20 de junio | Manizales - Supía     | 117,3          | Luis Alberto González   | Pablo Emilio Wilches |
| 11.ª etapa | 21 de junio | La Felisa - Medellín  | 128,2          | Manuel Cárdenas Espitia | Pablo Emilio Wilches |
| 12.ª etapa | 22 de junio | Vuelta a Oriente      | 139,8          | Abelardo Ríos           | Pablo Emilio Wilches |

## Clasificaciones finales

### Clasificación general
Los diez primeros en la clasificación general final fueron:
| Clasificación general |                          |                     |                  |
| Ciclista              | Ciclista                 | Equipo              | Tiempo           |
| --------------------- | ------------------------ | ------------------- | ---------------- |
| 1.º                   | Pablo Emilio Wilches     | Manzana Postobón    | 38 h 22 min 16 s |
| 2.º                   | Luis Alberto Herrera     | Café de Colombia    | + 27 s           |
| 3.º                   | Gustavo Wilches          | Postobón Aficionado | + 1 min 41 s     |
| 4.º                   | Rogelio Arango Escobar   | Pony Malta          | + 2 min 21 s     |
| 5.º                   | Luis Alberto González    | Pony Malta          | + 2 min 27 s     |
| 6.º                   | Reynel Montoya Jaramillo | Pony Malta          | + 2 min 38 s     |
| 7.º                   | Luis Alberto Camargo     | Manzana Postobón    | + 2 min 40 s     |
| 8.º                   | Óscar de Jesús Vargas    | Manzana Postobón    | + 3 min 41 s     |
| 9.º                   | Manuel Cárdenas Espitia  | Pony Malta          | + 3 min 57 s     |
| 10.º                  | Henry Cárdenas Orduz     | Café de Colombia    | + 4 min 32 s     |

### Clasificación de la montaña
| Clasificación de la montaña |                          |              |        |
| Ciclista                    | Ciclista                 | Equipo       | Puntos |
| --------------------------- | ------------------------ | ------------ | ------ |
| 1.º                         | Reynel Montoya Jaramillo | Pony Malta   | 89     |
| 2.º                         | Luis Alberto González    | Pony Malta   | 70     |
| 3.º                         | Alirio Chizabas          | Kelme España | 51     |

### Clasificación de las metas volantes
| Clasificación de las metas volantes |                           |                  |        |
| Ciclista                            | Ciclista                  | Equipo           | Puntos |
| ----------------------------------- | ------------------------- | ---------------- | ------ |
| 1.º                                 | Robinson Reinaldo Merchán | Cadafe-Venezuela | 34     |
| 2.º                                 | Israel Ochoa              | Pinturas Philaac | 29     |
| 3.º                                 | Jairzhino Rivas Zapata    | Pinturas Philaac | 25     |

### Clasificación de la combinada
| Clasificación de la combinada |                          |                  |        |
| Ciclista                      | Ciclista                 | Equipo           | Puntos |
| ----------------------------- | ------------------------ | ---------------- | ------ |
| 1.º                           | Reynel Montoya Jaramillo | Pony Malta       | 44     |
| 2.º                           | Pablo Emilio Wilches     | Manzana Postobón | 46     |
| 3.º                           | Luis Alberto González    | Pony Malta       | 54     |

### Clasificación de la regularidad
| Clasificación de la regularidad |                          |                  |        |
| Ciclista                        | Ciclista                 | Equipo           | Puntos |
| ------------------------------- | ------------------------ | ---------------- | ------ |
| 1.º                             | Reynel Montoya Jaramillo | Pony Malta       | 61     |
| 2.º                             | Néstor Oswaldo Mora      | Manzana Postobón | 60     |
| 3.º                             | Andréi Chmil             | Unión Soviética  | 49     |

### Clasificación de los novatos
| Clasificación de los novatos |                       |                     |                 |
| Ciclista                     | Ciclista              | Equipo              | Tiempo          |
| ---------------------------- | --------------------- | ------------------- | --------------- |
| 1.º                          | Néstor Infante Conde  | Pinturas Philaac    | 35 h 5 min 43 s |
| 2.º                          | Luis Ernesto Saavedra | Postobón Aficionado | + 6 min 12 s    |
| 3.º                          | Pablo Enrique Rincón  | Cafam               | ND              |

### Clasificación por equipos
| Clasificación por equipos |                  |                   |
| Equipo                    | Equipo           | Tiempo            |
| ------------------------- | ---------------- | ----------------- |
| 1.º                       | Manzana Postobón | 111 h 25 min 26 s |
| 2.º                       | Pony Malta       | + 1 min 26 s      |
| 3.º                       | Café de Colombia | + 8 min 36 s      |